# Haifa

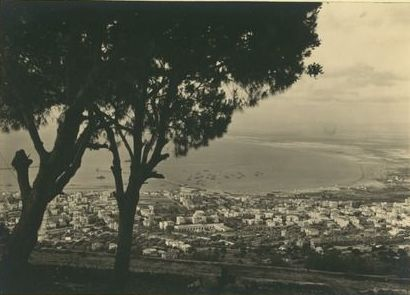
Haifa, 1925 - 1937

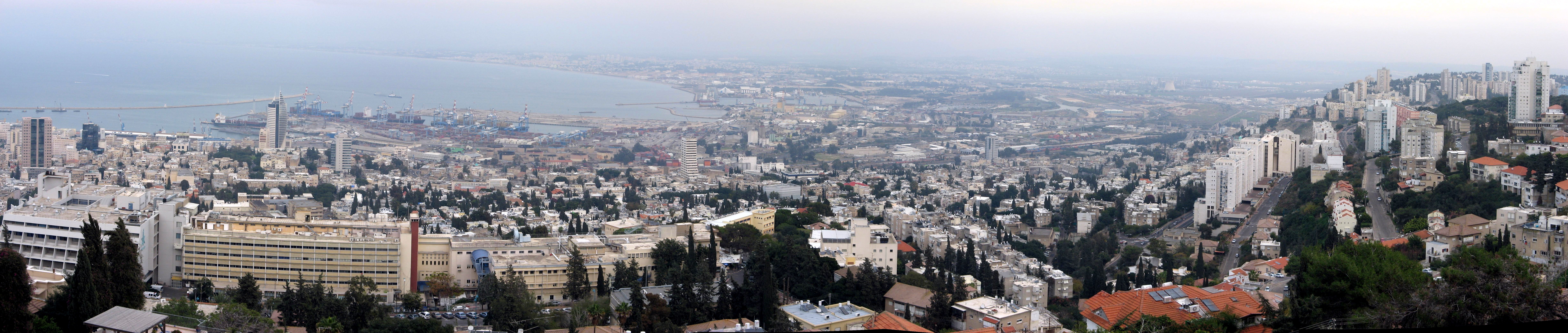
Vista de la ciutat de Haifa des de dalt del Mont Carmel, 2006.

Haifa (hebreu: חֵיפָה‎; àrab: حيفا) és una ciutat del nord-oest d'Israel. Es tracta de la tercera població del país pel que fa al nombre d'habitants (al voltant de 264.900 la ciutat i 1.039.000 l'àrea metropolitana el 2007). Està situada a la riba oriental del Mediterrani i ocupa 63 km².
Al Mont Carmel hi ha el centre mundial de la Fe bahà'í i el Santuari del Bàb. És un lloc de pelegrinatge i també un important atractiu turístic.

## Etimologia
L’origen del nom de Haifa encara no és clar. Una teoria sosté que deriva del nom del gran sacerdot Caifàs. Alguns cristians creuen que va rebre el nom de Sant Pere, el nom arameu del qual era Keiphah. Una altra teoria afirma que podria derivar-se de l'arrel hebrea חפה (hafa), que significa 'cobrir' o 'protegir', en referència al Mont Carmel que cobreix Haifa; altres assenyalen un possible origen en la paraula hebrea חוֹף (hof), que significa 'costa', o חוֹף יָפֶה (hof yafe), que significa 'costa bella'.

## Geografia

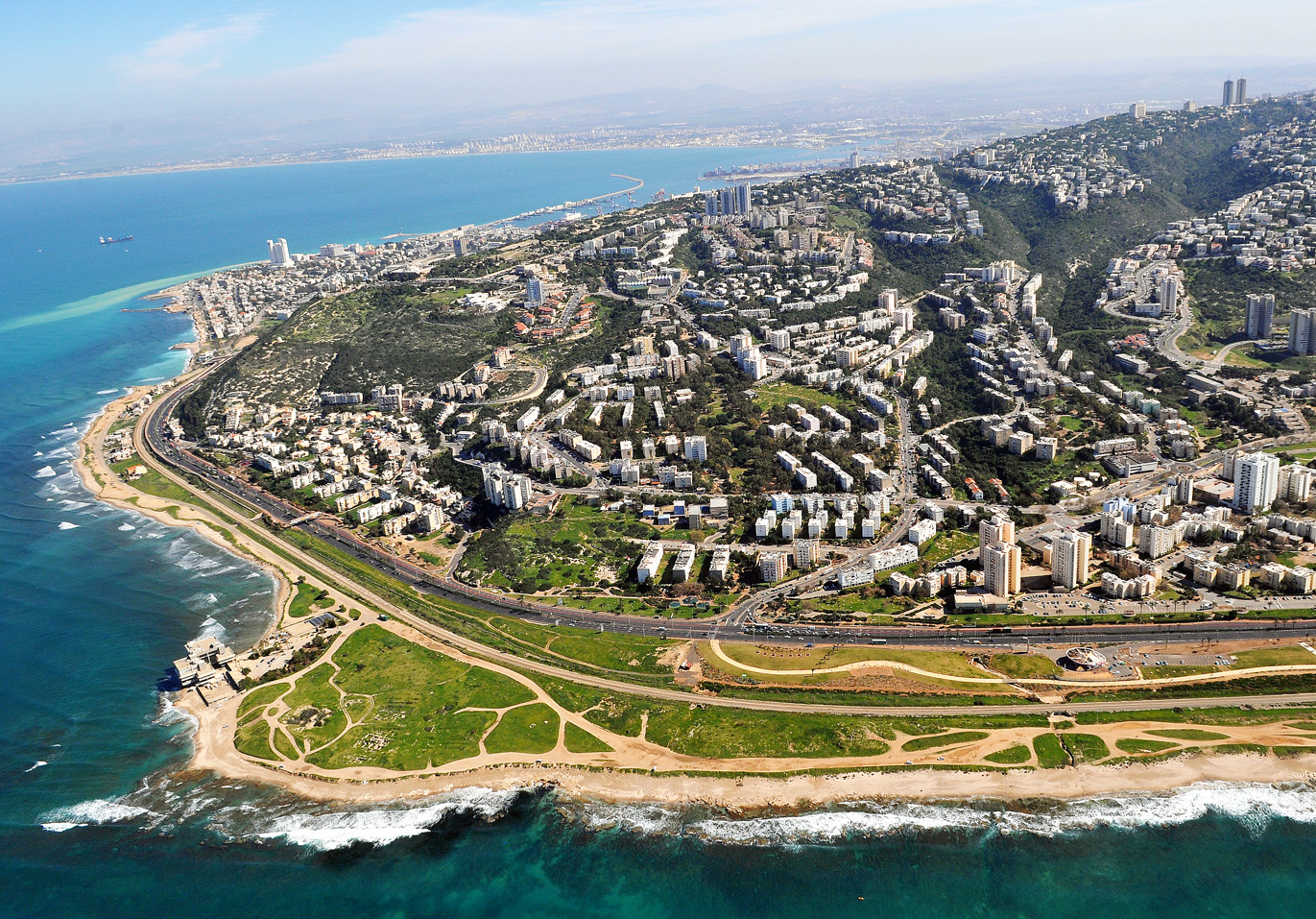
Vista aèria de Haifa.

Haifa es troba a la plana costanera israeliana del Mediterrani, el pont històric entre Europa, Àfrica i Àsia. Situat al vessant nord de Mont Carmel i al voltant de la Badia de Haifa, la ciutat es divideix en tres nivells. El més petit és el centre comercial i industrial de la ciutat, que inclou el Port de Haifa. El nivell mitjà, a la falda del mont Carmel, consta de barris residencials més antics, mentre que el nivell superior consta de barris moderns en relació amb els nivells inferiors. Des de la part més alta de la ciutat és possible observar tota la regió de Galilea occidental i la frontera entre Israel i el Líban. Haifa es troba a uns 95 km al nord de la ciutat de Tel-Aviv i té un gran nombre de platges a la vora del Mediterrani.

## Història
Una petita ciutat portuària, Tell Abu Hawam, existia a la regió de Haifa a l'edat del bronze final (segle xiv aC). El geògraf del segle vi aC Scylax descriu una ciutat «entre la badia i el promontori de Zeus» (és a dir, Carmel) que pot ser una referència a un assentament al lloc de l'actual Haifa en el període persa. La ciutat es va traslladar a un nou lloc al sud del que ara és Bat Galim, al Període hel·lenístic, després que el vell port es bloquegés amb llim. El jaciment arqueològic de Shikmona es troba al sud-oest del barri de Bat Galim de Haifa. El mont Carmel i el riu Kishon també són mencionats a la Bíblia. La geologia del Mont Carmel ha deixat el Mont ple de coves. Una gruta al cim del Mont Carmel es coneix com la «Cova d'Elia», tradicionalment vinculada al profeta Elies i al seu aprenent, Eliseu.
Molts investigadors creuen que el nom de «Haifa» és idèntic a un assentament del qual s'han trobat restes en una zona que s'estén des de l'actual hospital Rambam fins al cementiri jueu de Yafo. Es creia que els residents d’aquesta època havien participat en diverses indústries costaneres, inclosa la pesca i l'agricultura, a més d’actuar com a port grups d’acollida de gent que finalment es van establir a la ciutat. Abans que els Perses arribessin a la zona el 600 dC, es creu que la població de Haifa estava àmpliament dispersa per tota la zona.
Sota l'Imperi Romà d'Orient, Haifa va continuar florint, tot i que mai no va tenir gaire importància a causa de la seva proximitat a Acre.

### Croades
Al segle xi estava poblada de jueus que hi vivien per concessió del califa fatimita pagant un tribut, i hi havia unes drassanes que al final del segle van apreciar els croats; van conquerir la ciutat l'agost del 1100 després d'un setge d'un mes, amb suport de la flota de Venècia. La guarnició, jueus i musulmans, van ser massacrats. Va seguir llavors la sort d'Acre.
El 1187, caiguda Acre, Haifa fou alliberada per Saladí. El 1191 Saladí va fer destruir les muralles, els croats la tornaren a ocupar i Sant Lluís de França va reforçar les fortificacions el 1250. El 1256, davant l'avanç de Bàybars I, fou abandonada per la població; el sultà mameluc la va ocupar i saquejar però els croats la van recuperar al cap de molt poc i la van conservar fins al 1291 quan fou ocupada pel sultà Al-Àixraf Khalil, després d'haver conquerit Acre.

### Periode otomà
La ciutat va restar per un temps en ruïnes perquè els mamelucs temien el retorn dels croats. Després de l'establiment del poder otomà el 1517, Haifa no consta als registre cadastrals. El 1611 hi havia una petita factoria comercial on anaven mercaders francesos i sembla que era possessió de la família Tarabay. El 1623 la va assetjar Fakhr al Din II que va exigir a Ahmad ibn Tarabay un pacte de no atacar la regió de Safad, però Ahmad va preferir la destrucció de la ciutat. Fou laboriosament reconstruïda i tornava a ser un petit port comercial al segle xviii i al XVIII.
Vers el 1750 va passar a possessió de Zahir al-Umar, un cap local beduí rebel que va governar a Acre i Safad fins al 1775. El 1761 la Porta va autoritzar la incorporació de Haifa a la província de Damasc i el governador Othman Pasha i va enviar 30 soldats en un vaixell, però Zahir al-Umar, informat per espies, els esperava i va rebutjar el vaixell; la vila existent fou demolida i reconstruïda a 2 km al nord-est en posició protegida; la nova vila es va dir al-imara al-djadida (La Nova Construcció) després canviat a Haifa al-Djadida (Haifa la Nova). A la caiguda de Zahir Haifa va ser governada per Djazzar Ahmad Pasha (enviat pel governador de Damasc Uthman Pasha) que hi va governar quasi com a sobirà durant 29 anys (1775-1804). El 1799 fou ocupada pels francesos però després del seu fracàs a Acre la van abandonar.
El 1837 va passar a mans d'Ibrahim Pasha d'Egipte. El 1840 fou bombardejada per naus otomanes, angleses i austríaques com a pressió contra Ibrahim. En aquest temps les males condicions del port d'Acre havien provocat que el tràfic anés cap a Haifa. S'hi van establir nombrosos jueus del Marroc, l'Imperi Otomà i alguns punts d'Europa i el 1868 protestants alemanys de Wuttemberg. També van venir molt bahà'ís (Baha Allah va morir a Acre el 1892 i les tombes del Bab i el seu fill Abd al-Baha són al Mont Carmel, prop de Haifa).

### Mandat britànic
Els britànics van entrar a Haifa el 23 de setembre de 1918. Va formar part del mandat de Palestina durant el qual es va desenvolupar i va créixer de manera notable. Les vies fèrries cap a Hedjaz, Damasc i Hauran i després amb el sud de Palestina i Egipte, van donar nou impuls a la ciutat. El port de Haifa fou millorat el 1921 i 1933 any en què hi va arribar un oleoducte de l'Iraq. Entre 1930 i 1940 s'hi van establir molts jueus d'Europa central i oriental. El 1948 la ciutat tenia uns 135.000 habitants, 65.000 àrabs i 70.000 jueus.
La nit del 20 al 21 d’abril de 1948, els exploradors jueus van notar que els britànics retiraven les tropes de la ciutat i es van refugiar a la rodalia del port. La nit següent la brigada Carmeli va passar a l'ofensiva i va ocupar les diverses posicions abandonades pels britànics. La comunitat àrab va oferir una defensa feble i el líder iraquià de l'Exèrcit d'Alliberament Àrab va «deixar el lloc per informar dels esdeveniments» a Beirut. La ciutat va quedar en mans de 5.000 homes armats les milícies jueves Irgun Tsevaí Leümí i Haganà.
El general britànic Stockwell intervingué el matí del 22 com a mediador i va rebre la rendició àrab el 23 d'abril, mentre feia senyal als líders àrabs que exigien la seva protecció que no lluitaria contra els jueus. 40.000 àrabs (musulmans i cristians) van haver de fugir la ciutat durant els dies següents, sense cap protecció davant la violència dels colons sionistes. Quan les autoritats de Londres es van assabentar dels fets, el secretari d'Afers Exteriors, Ernest Bevin, i el ministre de Defensa, Alexander, es van queixar davant l'estat major de la passivitat de Stockwell en la crisi.
15.000 civils van ser evacuats de Haifa entre el 21 i el 22 d'abril. Deixant uns 30-45.000 ciutadans no jueus. Alguns vaixells van aconseguir atracar a 15 quilòmetres al nord d'Acre. A mitjans de maig, només quedaven 4.000 de la població estimada abans del conflicte de 65.000 àrabs palestins. Aquests es van concentrar a Wadi Nisnas i Wadi Salib mentre la destrucció sistemàtica d’habitatges àrabs en determinades zones era implementada pels departaments de Desenvolupament Tècnic i Urbà de Haifa en cooperació amb el comandant de la ciutat de les FDI Ya'akov Lublini.
La mesquita de Djarayna va resultar danyada però fou restaurada el 1949. La secta dels Ahmadiyya viuen a Kababir, un districte de la ciutat abans població al peu del mont Carmel.
Avui dia desenes de milers de Palestins originaris de Haifa i les seves famílies esperen als camps de refugiats de la resta del país i escampats per diferents països veins el retorn a les seves llars de Haifa.

### Estat d'Israel
Després de la Declaració d'Independència d'Israel el 14 de maig de 1948, Haifa es va convertir en la porta d'entrada a la immigració jueva a Israel. Durant la Guerra Àrab-Israeliana de 1948, els barris de Haifa eren de vegades disputats a mesura que la violència dels cossos armats sionistes expulsava la població original àrab, mulsumana i cristiana de la ciutat, i els expropiava les seves llars i terres.. Després de la guerra, els colonitzadors jueus es van establir en barris nous, entre ells Kiryat Hayim, Ramot Remez, Ramat Shaul, Kiryat Sprinzak i Kiryat Eliezer, Haifa Kiryat Eliezer. El Centre Mèdic Bnai Zion (antic hospital Rothschild) i la sinagoga central de  Hadar Hacarmel daten d’aquest període. El 1953 es va crear un pla director per al transport i el disseny arquitectònic futur. El 1959, un grup de sefardis i jueus Mizrahi, principalment jueus marroquins, van provocar disturbis a Wadi Salib, afirmant que l'estat els discriminava. La seva demanda de «pa i feina» es dirigia a les institucions estatals i a la que veien com una elit Ashkenazi al Partit Laborista i al Histadrut.
Tel-Aviv va guanyar estatus, mentre que Haifa va patir una disminució del paper de capital regional. L'obertura d'Ashdod com a port va agreujar això. El turisme es va reduir quan el ministeri israelià de turisme va posar èmfasi en el desenvolupament de Tiberíades com a centre turístic. No obstant, la població de Haifa havia arribat a 200.000 a principis dels anys setanta, i la immigració massiva des de l'antiga Unió Soviètica va augmentar la població en un altre 35.000. El parc d'alta tecnologia Matam, el primer parc d'alta tecnologia dedicat a Israel, es va inaugurar a Haifa als anys setanta. Molts dels històrics edificis otomans de Wadi Salib han estat enderrocats i, a la dècada de 1990, una secció important de la Ciutat Vella va ser arrasada per donar pas a un nou centre municipal.
Del 1999 al 2003, es van produir diversos atacs suïcides palestins a Haifa (als restaurants Maxim i Matza, l'autobús 37 i altres), matant 68 civils. El 2006, Haifa va ser afectada per 93 coets de la força armada Hezbollah durant la Segona Guerra del Líban, matant 11 civils i fent que la meitat de la població de la ciutat fugís al final del primer setmana de la guerra. Entre els llocs afectats pels coets hi havia un dipòsit de trens i el complex de la refineria de petroli.

## Clima
Haifa té un clima mediterrani, amb estius calorosos i secs i hiverns frescs i plujosos (classificació climàtica de Köppen). La primavera arriba al març, quan les temperatures comencen a augmentar. A finals de maig, la temperatura es va escalfar prou com per anunciar els calorosos dies d’estiu. La temperatura mitjana a l'estiu és de 26 °C i a l’hivern de 12 °C. La humitat tendeix a ser alta durant tot l'any i la pluja es produeix generalment entre setembre i maig. La precipitació anual de pluja és d'aproximadament 272 mil·límetres.